# کامفائنگ فت
کامفائنگ فت (به تایلندی: กำแพงเพชร) یک شهر در تایلند است که در استان کامفائنگ فت واقع شده‌است.

## خصوصیات
کامفائنگ فت  30,114 نفر جمعیت دارد.